# Yaren
Yaren (tidligere Makwa) er et distrikt i Nauru med cirka 1100 indbyggerepr. 2003. Distriktet regnes af FN som "hoveddistrikt", da størstedelen af øens administration ligger her. Der er ingen egentlige byer i Nauru.
I distriktet findes landets parlament, politistation, internationale lufthavn samt administration. Moquabrønden er en af områdets få turistattraktioner.